# Maidu (volk)
De Maidu zijn een Noord-Amerikaans indianenvolk en de inheemse bevolking van de noordelijke Sierra Nevada en de Sacramento Valley, in de Amerikaanse staat Californië. De Maidu waren van oudsher jager-verzamelaars, met eikels als belangrijkste voedingsbron.
De Maidu vormen geen homogeen volk, maar bestaan traditioneel uit veel groeperingen en stammen. Ze worden grosso modo ingedeeld in drie groepen:
- Nisenan of Zuidelijke Maidu in de valleien van de American, Bear en Yuba River
- Noordoostelijke, Yamani of Mountain Maidu in de hogerop gelegen valleien van de North Fork en Middle Fork van de Feather
- Konkow in de lager gelegen vallei van de North Fork van de Feather en zijn zijrivieren

Voor de Europese kolonisatie van Amerika spraken de Maidu Maidutalen, een sterk variërende taalfamilie die weleens tot de Penutische talen wordt gerekend. Drie van de vier veronderstelde Maidutalen zijn uitgestorven; de vierde is sterk bedreigd.